# V6 (偶像團體)
V6是日本傑尼斯事務所旗下偶像男子團體，唱片公司隸屬於愛貝克思（avex trax）。由坂本昌行、長野博、井之原快彦、森田剛、三宅健、岡田准一6人於1995年9月4日組成，並在同年11月1日正式發行首張單曲出道。成員6人分為20th Century與Coming Century兩小組。
2021年3月12日宣布將於11月1日，也就是出道26週年紀念日當天，組合正式解散。20th Century繼續藝能活動，Coming Century則因團體解散以及森田剛離開而活動終止。

## 成員
|                                         | 成員名     | 成員名   | 成員名 | 出生日期       | 出身地   | 血型 | 代表色 | 備註                                |
| 姓名                                    | 平假名     | 羅馬拼音 |        | 出生日期       | 出身地   | 血型 | 代表色 | 備註                                |
| --------------------------------------- | ---------- | -------- | ------ | -------------- | -------- | ---- | ------ | ----------------------------------- |
| 20th Century （簡稱 （Tonisen）、TC）   | 坂本昌行   |          |        | 1971年7月24日  | 東京都   | O型  | ■ 藍   | 隊長                                |
| 20th Century （簡稱 （Tonisen）、TC）   | 長野博     |          |        | 1972年10月9日  | 神奈川縣 | A型  | ■ 紫   |                                     |
| 20th Century （簡稱 （Tonisen）、TC）   | 井之原快彦 |          |        | 1976年5月17日  | 東京都   | A型  | ■ 綠   |                                     |
| Coming Century （簡稱 （Comicen）、CC） | 森田剛     |          |        | 1979年2月20日  | 埼玉縣   | A型  | ■ 紅   | 2007年组成限定组合TRIO THE SHAKiiiN |
| Coming Century （簡稱 （Comicen）、CC） | 三宅健     |          |        | 1979年7月2日   | 神奈川縣 | O型  | ■ 橘   | 2018年組成限定組合KEN☆Tackey        |
| Coming Century （簡稱 （Comicen）、CC） | 岡田准一   |          |        | 1980年11月18日 | 大阪府   | B型  | ■ 黃   |                                     |

- 註：成員代表色是2011年巡迴演唱會 Sexy.Honey.Bunny! 開始固定為現在的代表色。因此，2011年以前的節目上，成員代表色跟現在不一樣。

## 說明
- V6 頭一個字母V是指勝利（Victory）、對決（Versus）、綜合（Variety）、視覺（Visual）等意思。但在2004年時，出席節目「HEY!HEY!HEY!」時，成員分別說V代表單車（Vicycle/ Bicycle），出自長野博因家中售賣及維修單車），野菜（Vegetable，出自坂本昌行因家中售賣蔬菜）及老兵（Veteran，出自井之原快彥問及社長時的回應）。

- 當中組中最年長組3人（即：坂本昌行、長野博、井之原快彦）命名為「20th Century（簡稱：Tonisen、TC）」、而組中最年輕組3人（即：森田剛、三宅健、岡田准一）則命名為「Coming Century（簡稱：Comicen、CC）」。他們兩組會有各自各的活動（如演唱會、電視及電台節目、廣告代言等等）。而此分組方式，也是繼前輩組合光GENJI後，第二組以分組形成的組合。

- Coming Century意思是指「走向21世紀」，社長就以此名詞的英文化，成為組合名稱。當時Coming Century此名已經CD出道時就存在，但相反地，年長組當時還未立名，所以當初也有「V6成人組」及「V6青年組」這兩個暫定名稱。後來，近藤真彥去了社長Johnny喜多川家中作客時，就提出V6成人組的名稱提議。他提議是：「既然Coming Century有21世紀的意思，現在目前是20世紀(20th)，就把成人組改名為20th Century。」最後社長接受此提議。

- 大部分華語地區把V6中文化為「勝利六人組」。

- 根據井之原快彥一次訪問中，曾說過V6當初是「一年限定組合」。

- V6除了音樂活動，團體及個人也會主持不同的電視綜合節目及電視劇，另外也活躍於電影及舞台。

- 雖然V6出道至今沒有出過一張混音專輯，但原創專輯則收錄了單曲的混音版本。

## 經歷
- 1995年秋季，日本富士電視台籌辦世界杯排球賽，而當時電視台方面希望有一隊全新偶像組合作為代言人。1995年8月，在雜誌「Myojo」的1995年10月號就發表新組合，當時組合名稱為「Vsix」，當時組合成員全部屬於候補階段。而成員是為活躍於NHK節目「Idol On Stage」的其中六位Johnny's Sr.，包括坂本昌行、長野博、井之原快彥、佐野瑞樹、原知宏及喜多見英明六名。然後，傑尼斯事務所重新調配成員，首先調走佐野及喜多見，加入在當時Johnny's Jr中最受歡迎的「剛健二人組」（Goken，即是森田剛及三宅健）。1995年9月4日，這六人在六本木一間的士高「velfarre」舉行記者招待會中，正式公佈新組合「V6」及他們正式出道的詳情。

- 後來，事務所社長Johnny's喜多川考慮把V6分成成人組及青年組。但當時曾屬於Johnny's Sr.的原知宏，因加入青年組會顯得身體高度都高於其他兩人，社長決定重新考慮成員。後來在日本電視台的節目「天才元氣電視!!」内的選拔賽「傑尼斯預備校」出身的岡田准一及木村伸一，與及當時在「J-eleven」的大野智，這三位成為候補者。事實上，大野智當時更參與出道單曲的B面歌『Theme of Coming Century』的錄音。最後事務所正式決定加入岡田准一，成為了現在V6六位成員。

- 1995年11月1日，V6以單曲『MUSIC FOR THE PEOPLE』正式CD出道。V6除了成為1995年世界杯排球賽的形象人物，期間指攝的電視劇『V之炎』而成名。隔年開始擔綱『春の高校バレー』（高校排球春季大賽（日语：全国高等学校バレーボール選抜優勝大会））的形象人物。

- 1996年12月31日，V6為了1995年發生的阪神大地震復興，於神戶World紀念場館（日语：ワールド記念ホール）舉辦慈善公益活動『V6 COUNT DOWN '97』，並將全部所得款項捐贈至神戶市教育委員會。此慈善公益活動可以說是傑尼斯跨年演唱會的前身。

- 1997年1月20日，V6單曲『（就是愛）』一改過往歐陸舞曲的形象， 並改往Pop的新形象。由於這首歌曲由知名組合安全地帶的成員玉置浩二作曲，加上易上口的歌詞及明快的節奏之下，成為V6的成名作。之後V6開始加強音樂、電視、電影以及電視劇、個人及舞台等活動。成名作也包括 『TAKE ME HIGHER』（超人迪加主題曲）、 『（圍成一圈來跳舞）』等等。

- 1997年10月16日，固定節目「校園瘋神榜（日语：学校へ行こう!）」開始於電視台播放。加上「校園瘋神榜MAX（日语：学校へ行こう!MAX）」，總共播出11年。此節目深受學生及年輕人喜愛且收視可觀，成員幾乎走遍日本。

- 1997年12月1日，為了在阪神大地震的重建更盡一份心力，V6更與 TOKIO、KinKi Kids，一同組成了「J-FRIENDS」，每年固定發行單曲並舉辦演唱會，持續地進行募款活動，整個 J-FRIENDS 活動最後是於2003年3月劃下完美的句點。

- 1998年，森田剛擔任第21回「24小時電視 「愛心救地球」」慈善馬拉松跑者，並完成100km。

- 2000年8月19日・20日，V6擔任第23回「24小時電視 「愛心救地球」」主持人。 同年9月10日，在埼玉超級競技場舉行『V6 summer 2000 "HAPPY" Coming Century, 20th Century forever』最後一天巡迴公演，此為該場館落成後舉辦的第一場演唱會。

- 2001年，首次有日本人在臺灣・臺北舉行連續3天演唱會。同年10月，Coming Century於臺灣、香港舉辦演唱會。

- 2002年，同為傑尼斯事務所的師弟「嵐」演出以V6成員之井之原快彥少年時期為背景的電影作品『PIKA☆NCHI』；戲中飾演井之原的弟弟則是櫻井翔。4月20日，首次有日本人參加韓國夢想演唱會。同年5月4日，Coming Century獲邀擔任臺灣最大音樂盛事金曲獎頒獎人。同年11月，於香港、臺灣舉辦演唱會。

- 2003年，以Coming Century主演電影『COSMIC RESCUE』上映。由於此部電影以宇宙為舞台，因而任命擔任『第18回世界宇宙飛行士会議』官方大使。同年9月28日，V6第一部電影『Hard Luck Hero』上映。

- 2004年，獲得亞洲文化産業交流財團的「亞洲文化交流貢獻有功賞」。同年，V6為美國電影『THUNDERBIRDS（雷鳥神機隊）』的日本語版配音，同時參與日文版主題歌『THUNDERBIRDS -your voice-』。

- 2005年，V6開始出道十周年慶祝活動。 除了舉辦巡迴演唱會『V6 10th Anniversary Concert 2005 musicmind』之外，還在全國6大都市舉辦握手會，年秋也會公開新電影『Hold Up Down』來配合。同年，以日本代表身分出席在韓國舉辦的『日韓友情年記念CONCERT』。

- 2006年8月至9月，舉辦了全國巡迴演唱會『V6 SUMMER LIVE 2006 グッデイ!!』。在此次演唱會，達成自1995年12月首次演唱會以來的通算500萬人次動員。

- 2007年9月12日發行的原創專輯『Voyager』為ORICON通算第1000枚第一名作品。

- 2008年9月2日，V6於TBS電視台播放11年的固定節目（上學去！/另譯：校園瘋神榜）完結。隨後於10月17日開始新節目。同年9月19日，獲邀參加在韓國舉辦的亞洲音樂節，並因日韓交流的功績而獲得「ASIA SPECIAL AWARD」。同年11月，睽違7年再次舉辦於韓國和臺灣的亞洲巡迴演唱會。

- 2009年11月，睽違7年的亞洲巡迴演唱會『V6 ASIA TOUR IN TAIWAN & KOREA』開始。

- 2010年2月16日，傑尼斯事務所宣佈V6將於3月31日發行新專輯『READY?』，並在4-6月舉行演唱會『V6 ASIA TOUR IN JAPAN READY?』，於日本公演共19場。

- 2010年4月7日，TBS電視台將播出特別節目，由V6全員帶領觀眾走遍全日本47個都府縣，了解當地不同的美食。

- 2010年9月7日，「only dreaming/Catch」發行一星期後，於oricon排行榜奪冠，V6並創下連續16年發行單曲均進入10大的紀錄，是自B'z及SMAP後，第3組創下如此紀錄的日本藝人。

- 2010年9月23日，V6於TBS電視台播放近2年的固定節目完結。隨後於10月12日開始新節目(MISSION V6)。

- 2011年9月20日，V6於TBS電視台播放近1年的固定節目完結。隨後於10月11日開始新節目。

- 2012年9月18日，V6於TBS電視台播放近1年的固定節目完結。隨後於2012年10月16日開始毎週火曜日24:20-24:50 播出新節目。

- 2014年3月18日，V6於TBS電視台播放近1年半的固定節目完結。隨後於2014年4月22日開始毎週火曜日24:41-25:11 播出新節目。

- 2014年12月31日，V6首度參與NHK紅白歌合戰[3]。

- 2015年，為紀念出道20年，從8月30日開始巡迴演唱會『ラブセン presents V6 LIVE TOUR 2015 -SINCE 1995〜FOREVER-』。11月1日最後一天公演前，在國立代代木競技場第一體育館前廣場舉辦記者會。另外，12月6日，WOWOW獨家播出最後一天公演，這也是傑尼斯事務所第一次有所屬藝人巡迴演唱會在WOWOW上播出。同年，與事務所後輩團體Hey! Say! JUMP共同擔任第38回「24小時電視 「愛心救地球」」主持人。12月24日・25日，擔當24小時公益電台『第41回RADIO・CHARITY・MUSICTHON』主持人。除此之外，11月3日，「校園瘋神榜（日语：学校へ行こう!）」睽違7年以3小時特別節目再次播出。

- 2016年，參與在國立代代木競技場舉辦的大型音樂節活動『朝日電視台DREAM FESTIVAL 2016』。這是第一次參加在日本國內舉辦的大型現場音樂節活動。

- 2017年，舉辦全國巡迴演唱會『LIVE TOUR 2017 The ONES』。WOWOW於11月25日播出在橫濱體育館10月9日公演當天，長野博45歲生日的慶生模樣。

- 2020年5月13日，作為傑尼斯事務所旗下藝人，包括V6共75位藝人組成限定組合「Twenty★Twenty」，以支援慈善活動企劃「Smile Up! Project」。全部藝人獻唱由Mr.Children主唱櫻井和壽作詞作曲的公益單曲『smile』，此作的收入將捐贈給防疫相關單位及受災地區。[4]

- 同年11月1日，為紀念出道25週年，於出道地點國立代代木競技場舉辦首次線上直播演唱會『V6 For the 25th Anniversary』。

- 2021年3月12日宣布，成員之一的森田剛，以「想拋開傑尼斯的身分，挑戰專注於演員事業」的想法，已向傑尼斯事務所提出退社的意願；並且6人經過討論認為「不是我們6人就不是V6」，因而決定解散V6。因此今年的出道紀念日11月1日，將同時會是V6這個長青團體的解散之日；留下事務所的五位成員將以個人身分繼續藝能活動，20th Century繼續藝能活動，Coming Century則因團體解散以及森田剛離開而活動終止。[2]

- 同年6月2日，發行第53張單曲『我們 仍舊/MAGIC CARPET RIDE』。

- 9月4日，也是V6成立紀念日，自當天起，在日本全國9城市、總共18場公演，舉行時隔4年也是最後一次的全國巡迴演唱會『LIVE TOUR V6 groove』。同日，發行原創專輯『STEP』，此專輯收錄歌曲全部為新歌，並以發售首週銷量13.2萬張登上公信榜首位。[5]

- 10月18日，以V6官方粉絲團、20th Century、三宅健、以及岡田准一官方粉絲團粉絲為對象，推出假想虛擬空間「V-Land」[6]。此假想空間為11月1日至30日期間限定（10月18日開始pre-open），以手機程式或電腦登入，裡面展示過去的表演衣裝、影片、相片等等。於11月1日22時及時發布V6最後的影像作品「WANDERER」。[6]

- 10月20日，V6於TBS電視台播放近7年半的固定節目完結。

- 10月26日，「校園瘋神榜 2021（日语：学校へ行こう!）」以3小時特別節目直播播出，這也是最後一次6人一起以V6之名上電視綜藝節目[7]。同日，發行最後一張精選專輯『Very6 BEST』，成員從26年間共400首以上歌曲中精心挑選而成的集大成之作，並以發售首週銷量18.3萬張登上公信榜首位。[8]

- 11月1日，V6出道26週年紀念日，發表向東京都江戶川區的渚公園，捐贈名為「V6之樹」的橄欖樹。以橄欖樹象徵的「和平、智慧、勝利」，傳遞「祈求和平，運用大家的智慧，傳承無論遇到任何困難都能戰勝的精神」，並期望在未來，「V6之樹」能一直陪伴孩子們在這個充滿歡笑的地方健康成長茁壯[9][10]。當晚，於幕張展覽館舉行最終公演，並在Johnny's net online同步進行付費線上現場直播。自1995年11月1日正式出道以來26年，一人不缺一起走過四半世紀的V6於當天圓滿畫下句點正式解散。[11][12][13][14]

## 記錄
- 據日本Oricon公信榜統計，V6自出道以來，發行單曲進入TOP 10連續年數為27年，在歷代榜單中排名首位；自第一張專輯起，全部20張專輯首周銷量進入TOP 3。此外是第5位達成連續於四個年代（90、00、10、20年代）擁有專輯獲得首位[15][16]。26年間，總共銷售出1040.8萬張單曲、416.5萬張專輯[17]。

- 據Oricon公信榜統計，截至2022年4月17日：
  - 單曲總銷售數量：1040.8萬枚
  - 專輯總銷售數量：416.5萬枚
  - 單曲+專輯總銷售數量：1457.3萬枚
  - 「自出道起發行單曲進入TOP10連續年數」（以各年度ORICON年間榜單計算為基準）記錄為歷代1位（27年）
  - 「連續進入TOP 10單曲作品數」記錄為歴代5位（53作）
  - 「Oricon週間單曲榜單」1位獲得作品數（33作）

- 單曲累積銷售量TOP 6：

1. 『愛なんだ』 58.5萬枚
2. 『MUSIC FOR THE PEOPLE』 52.8萬枚
3. 『WAになっておどろう』 52.3萬枚
4. 『MADE IN JAPAN』 45.9萬枚
5. 『over/EASY SHOW TIME』 45.3萬枚
6. 『TAKE ME HIGHER』 38.2萬枚

## 音樂作品
※有關J-FRIENDS身分之活動內容與作品，請參考「J-FRIENDS」項目。

### 單曲
值得一提是，由1995年至1999年期間的作品中，單曲的B面歌是以Coming Century是最多，相反20th Century就比較少。當時CD單曲封面是V6，而背面則是B面歌所唱的組合，方式上就類似雙A面單曲。
1. MUSIC FOR THE PEOPLE（1995年11月1日），MUSIC FOR THE PEOPLE 為富士電視台「1995年世界盃排球賽」形象歌曲、富士電視台「第26回春の高校バレー」形象歌曲、V6主演電視劇「Vの炎」片頭曲、Theme of Coming Century 為長野博主演電視劇「ハンサムマン (Handsome Man) 」主題曲
  - MUSIC FOR THE PEOPLE
  - Theme of Coming Century（Coming Century）
2. MADE IN JAPAN（1996年2月14日），MADE IN JAPAN 為富士電視台「第27回春の高校バレー」形象歌曲、大丈夫 為森田剛主演電視劇「ブラック商会変奇郎」片尾曲
  - MADE IN JAPAN
  - 大丈夫（Coming Century）
3. BEAT YOUR HEART（1996年5月29日），BEAT YOUR HEART 為富士電視台「亞特蘭大奧林匹克運動會女子排球最終予選」形象歌曲
  - BEAT YOUR HEART
  - STAY GOLD（Coming Century）
4. TAKE ME HIGHER（1996年9月16日），TAKE ME HIGHER 為長野博主演電視劇「超人力霸王迪卡（超人迪加）」開頭曲和電影「超人力霸王迪卡：最終聖戰」主題曲
  - TAKE ME HIGHER
  - スキさ すっきゃねん（Coming Century）
5. （就是愛）（1997年1月20日），LOOKIN' FOR MY DREAM 為三宅健主演電視劇「名探偵保健室のオバさん」插入曲
  - 愛なんだ
  - LOOKIN' FOR MY DREAM（Coming Century）
  - V6風格由以往的歐陸舞曲轉型成Pop的首張單曲，由於歌曲明快，深受大眾歡迎。後來此單曲累積銷售量為58萬張，是V6銷售量最高的作品，也成為V6名作之一。
  - 由於此歌曲有這個特別意義，成為了多年來演唱會必唱作品之一。在2001年所推出精選專輯「Very best」，更重新演繹及編曲，收錄在此專輯中。
6. （戰鬥力百分百）（1997年4月3日），本気がいっぱい 為肯德基「ドラムキッズ」廣告主題曲
  - 本気がいっぱい
  - KISS YOU, KISS ME（Coming Century）
7. （圍成一圈來跳舞）（1997年7月9日）
  - WAになっておどろう
  - WHAT'S COOL?（Coming Century）
8. GENERATION GAP（1997年11月6日），GENERATION GAP 為TBS電視台節目「学校へ行こう!」主題曲
  - GENERATION GAP
  - EXIT（Coming Century）
9. Be Yourself!（1998年3月11日），Be Yourself! 為進研ゼミ「中学講座・高校講座」廣告主題曲、富士電視台「第29回春の高校バレー」形象歌曲、always 為圓谷製作「円谷プロ」企業廣告主題曲
  - Be Yourself!
  - always（20th Century）
10. （化作一雙翅膀）（1998年7月15日），翼になれ 為TBS電視台節目「学校へ行こう!」主題曲
  - 翼になれ
  - FLY TO THE WORLD!（20th Century）
11. over / EASY SHOW TIME（1998年11月11日），over 為 Coming Century主演電視劇「PU-PU-PU-」主題曲、EASY SHOW TIME 為TBS電視台節目「学校へ行こう!」主題曲
  - over
  - EASY SHOW TIME
12. Believe Your Smile（1999年3月31日），Believe Your Smile 為 二宮和也・澀谷昴主演電視劇「あぶない放課後」主題曲、OPEN THE GATE 為富士電視台「第30回春の高校バレー」形象歌曲、Coming Century演出「MIKI HOUSE」廣告主題曲
  - Believe Your Smile
  - OPEN THE GATE（20th Century）
13. （為了自由）（1999年5月12日），自由であるために 為TBS電視台節目「学校へ行こう!」主題曲
  - 自由であるために
  - Yo!You!!（Coming Century）
14. （陽光普照的地方）（1999年7月14日），太陽のあたる場所 為 Coming Century主演電視劇「前程錦繡」主題曲、関西セルラー電話「登場篇」廣告主題曲
  - 太陽のあたる場所
  - Harlem Summer（Coming Century）
  - V6最後一張以8cm CD Single形式發售的單曲。
15. MILLENNIUM GREETING（2000年2月2日），野性の花 為森田剛主演電視劇「月下の棋士 」主題曲、Life goes on 為TBS電視台節目「学校へ行こう!」主題曲、MY DAYS 為富士電視台節目「V6の素」和「マッハブイロク」片尾曲
  - 野性の花
  - Life goes on
  - MY DAYS
  - 野性の花（Growing Future Mix）
  - Life goes on（Space Mix）
  - MY DAYS（Plasma Funk Mix）
  - V6第一張以12cm CD Maxi Single形式發售的單曲。由於脫離了8cm的容量，此單曲不但收錄了三首新歌，更有三首新歌的混音版本。自此之後，V6每一首單曲所收錄新歌都超過2首或以上
  - 雖然此單曲命名為「MILLENNIUM GREETING」，但實質主打歌曲是「野性之花」
16. IN THE WIND（2000年5月10日），Start me up 為KIRIN飲品「トロピカーナ」CM曲
  - IN THE WIND
  - Start me up（20th Century）
  - Wild Style（Coming Century）
17. CHANGE THE WORLD（2000年10月25日），CHANGE THE WORLD 為日本電視台動畫「犬夜叉」初代片頭曲、上弦の月 為富士電視台電視劇「お笑いV6病棟!」主題曲
  - CHANGE THE WORLD
  - 上弦の月
  - silver bells（Coming Century）
18. （愛的旋律）（2001年2月28日），愛のMelody 為TBS電視台節目「学校へ行こう!」主題曲、Remember為TBS電視台節目「学校へ行こう!」插入曲
  - 愛のMelody
  - Remember
  - Kick off!（Coming Century）
19. （奇蹟的開始）/SHODO（衝動）（2001年6月20日），キセキのはじまり 為富士電視台節目「VivaVivaV6」主題曲、SHODO為TBS電視台節目「ミミセン!」主題曲
  - キセキのはじまり
  - SHODO（Coming Century）
20. （寄不出的信）（2001年8月29日），出せない手紙 為 三宅健主演電視劇「ネバーランド 」主題曲、風を受けて 〜Keep U goin’〜  為 三宅健主演電視劇「ネバーランド 」插入曲
  - 出せない手紙
  - 風を受けて 〜Keep U goin’〜
  - 出せない手紙（orchestra version）
21. Feel your breeze（如沐春風）/ one（2002年6月12日）
  - Feel your breeze
  - one
  - LET'S SING A SONG
  - 「one」是V6與南韓女組合「S.E.S.」的成員Shoo以和音身份一同錄音，作為日本及南韓的合作舞台劇「東亞悲戀」的形象歌曲。
  - 基於南韓當時封鎖日本產品政策下，此單曲日本版及南韓版是不同。日本版收錄「Feel your breeze」、「one」的日語版及韓語版，及「LET'S SING A SONG」的日語版及韓語版。而南韓版則收錄「one」的韓語版及英語版，及「LET'S SING A SONG」的韓語版及英語版。
22. （記號的回憶）（2003年3月19日），メジルシの記憶 為 USEN・CANSYSTEM. 共同推薦曲
  - メジルシの記憶
  - screaming（20th Century）
  - メジルシの記憶（Starlight Serenade Ver.）
23. Darling（2003年5月28日），Darling 為 松本潤演出電視劇「きみはペット」主題曲。
  - Darling
  - 光り射す場所へ（20th Century）
24. COSMIC RESCUE / （變得堅強）（2003年7月2日），COSMIC RESCUE 為 Coming Century主演電影「COSMIC RESCUE -The moonlight generations-」主題曲、強くなれ 為TBS電視台節目「学校へ行こう!」主題曲、PS2電玩遊戲「魔界轉生」形象歌曲、V6主演電影「ハードラックヒーロー (Hard Luck Hero)」插入曲、Come With Me 為 Coming Century主演電影「COSMIC RESCUE -The moonlight generations-」插入曲
  - COSMIC RESCUE
  - 強くなれ
  - Come With Me
25. （感謝之歌）（2004年3月24日），ありがとうのうた 為TBS電視台節目「学校へ行こう!」主題曲、河合塾「大学受験科」廣告主題曲
  - ありがとうのうた
  - Junk trap
26. -your voice-(THUNDERBIRDS-your voice-)（2004年8月4日），サンダーバード -your voice- 為真人版電影「雷鳥神機隊」日本配音版主題曲、日本獨立聯盟棒球隊「富山 GRN Thunderbirds」主題曲、Brand-New World 為日本電視台動畫「犬夜叉」片尾曲
  - サンダーバード -your voice-
  - Brand-New World
27. UTAO-UTAO（歡唱歡唱）（2005年6月22日），UTAO-UTAO 為岡田准一主演電視劇「虎與龍」主題曲、TBS電視台節目「学校へ行こう!MAX」主題曲、BREAKTHROUGH 為東京電視台動畫「光速蒙面俠21」片頭曲、晴れ過ぎた空 為富士電視台節目「VivaVivaV6」主題曲、Drivin’為日本電視台節目「MOBI」主題曲
  - UTAO-UTAO
  - BREAKTHROUGH（Coming Century）
  - 晴れ過ぎた空
  - Drivin'
28. Orange（2005年10月12日），Orange 為V6主演電影「ホールドアップダウン (Hold Up Down)」主題曲、INNOCENCE 為東京電視台動畫「光速蒙面俠21」片頭曲、TBS電視台節目「ラブセン!」主題曲
  - Orange
  - 2nd bell
  - INNOCENCE（20th Century）
  - Like it!
29. (GOOD DAY!!)（2006年6月14日），グッデイ!! 為井之原快彥演出電視劇「警視廳搜查一課9係」主題曲、TBS電視台節目「学校へ行こう!MAX」主題曲、JUSTICE 為NHK動畫「七武士」主題曲、夜汽車ライダー 為長野博演出電視劇「2ndハウス」主題曲
  - グッデイ!!
  - 旅立ちの翼
  - JUSTICE（Coming Century）
  - 夜汽車ライダー（20th Century）
30. HONEY BEAT / （我和我們的明天）（2007年1月31日），HONEY BEAT 為「早稲田アカデミー」CM曲、僕と僕らのあした 為TBS電視台節目「学校へ行こう!MAX」主題曲、愛をコメテ 為富士電視台節目「VivaVivaV6」主題曲
  - HONEY BEAT
  - 僕と僕らのあした
  - 愛をコメテ
  - I DON'T FORGIVE
31. （茉莉花）/ Rainbow（2007年5月23日），ジャスミン 為井之原快彥演出電視劇「警視廳搜查一課9係 第二季」主題曲、TBS電視台節目「学校へ行こう!MAX」主題曲、Rainbow 為富士電視台節目「VivaVivaV6」主題曲、「早稲田アカデミー」CM曲
  - ジャスミン
  - Rainbow
  - Gram-8（20th Century）
  - Our Place（Coming Century）
32. way of life（2007年12月12日），way of life 為岡田准一主演電視劇「SP 警視廳警備部警護課第四係」和電影「SP THE MOTION PICTURE」主題曲、TBS電視台節目「学校へ行こう!MAX」主題曲
  - way of life
  - リスク
  - You Know?
33. 蝶（蝴蝶）（2008年5月28日），蝶 為井之原快彥演出電視劇「警視廳搜查一課9係 第三季」主題曲、TBS電視台節目「学校へ行こう!MAX」主題曲
  - 蝶
  - Keep A Chance
  - SHOW ME
  - Twilight emotion
34. LIGHT IN YOUR HEART / Swing!（2008年9月17日），LIGHT IN YOUR HEART 為長野博主演動畫「大決戰!超人力霸王8兄弟」片尾曲、Swing! 為富士電視台節目「VivaVivaV6」主題曲、BELIEVE 為TBS電視台節目「学校へ行こう!MAX」主題曲
  - LIGHT IN YOUR HEART
  - Swing!
  - BELIEVE
  - あの空
35. （精神）2009年6月17日），スピリット 為「早稲田アカデミー」CM曲、富士電視台節目「VivaVivaV6」主題曲、CHANCE! 為TBS電視台節目「新知識階級 クマグス」主題曲
  - スピリット (Spirit)
  - CHANCE!
  - 明日の傘 (Ashita no Kasa)
  - どうかよろしく。 (Douka Yoroshiku.)
36. GUILTY（罪愛）（2009年9月2日），GUILTY 為井之原快彥演出電視劇「新・警視廳搜查一課9係」主題曲
  - GUILTY
  - 逢いたくて
  - Medicine
  - 蜃気楼
37. only dreaming / Catch（2010年9月1日），only dreaming 為井之原快彥演出電視劇「新・警視廳搜查一課9係 season 2」主題曲、Catch 為「早稲田アカデミー」CM曲、TBS電視台節目「新知識階級 クマグス」主題曲
  - only dreaming
  - Catch
  - Crank it up!!
  - OK
38. Sexy.Honey.Bunny! / （2011年8月24日），Sexy.Honey.Bunny! 為井之原快彥演出電視劇「新・警視廳搜查一課9係 season 3」主題曲、タカラノイシ 為「早稲田アカデミー」CM曲、Mission of Love 為TBS電視台節目「Mission V6」主題曲
  - Sexy.Honey.Bunny!
  - タカラノイシ
  - Mission of Love
  - WALK
39. （活力拍檔!）（2012年2月15日），バリバリBUDDY！為 Coming Century演出エバラ食品「黄金の味」CM曲、POISON PEACH 為TBS電視台節目「男のヘンサーチ!!」主題曲
  - バリバリBUDDY！
  - POISON PEACH　
  - Hands Up! OK?　　
  - 僕らの手のひら
40. kEEP oN.（2012年8月8日），kEEP oN.為井之原快彥演出電視劇「警視廳搜查一課9係 第七季」主題曲
  - kEEP oN.
  - 愛をこめて
  - Perfect Lady
  - 一生で最後の恋
41. ROCK YOUR SOUL（2012年12月26日），ROCK YOUR SOUL 為電玩遊戲「真・北斗無雙」主題曲、ミュージック・ライフ 為TBS電視台節目「ガチャガチャV6」主題曲
  - ROCK YOUR SOUL
  - ミュージック・ライフ
  - fAKE
  - ボクラノオト
42. （妳回憶中的我 是否愛著妳）（2013年8月21日），妳回憶中的我 是否愛著妳.為井之原快彥演出電視劇「警視廳搜查一課9係 第八季」主題曲、FLASH BACK 為TBS電視台節目「ガチャガチャV6」主題曲
  - 君が思い出す僕は 君を愛しているだろうか
  - FLASH BACK
  - Summer Day
  - キミノカケラ
43. （當淚痕消失的時候）（2014年8月27日），當淚痕消失的時候.為井之原快彥演出電視劇「警視廳搜查一課9係 第九季」主題曲、BEAT OF LIFE 為TBS電視台節目「アメージパング!」主題曲
  - 涙のアトが消える頃
  - BEAT OF LIFE
  - Good Life
  - 僕たちの明日
44. Sky's The Limit （2014年10月22日），Sky's The Limit 為三宅健演出電視劇「無法放任不管的魔女們」主題曲
  - Sky's The Limit
  - Eyes to Eyes
  - 明日は来るから
  - 君がいない世界
45. Timeless（2015年5月8日），Timeless 為井之原快彥演出電視劇「警視廳搜查一課9係 第十季」主題曲，BREAK OUT 為「魔導少年」主題曲
  - Timeless
  - SPOT LIGHT
  - BREAK OUT
  - Road Show
46. Beautiful World（2016年6月8日），Beautiful World 為井之原快彥演出電視劇「警視廳搜查一課9係 第十一季」主題曲、王子大飯店「夏PURI 2016」廣告主題曲、by your side 為GREE「ラブセン〜V6とヒミツの恋〜」TVCM曲、TBS電視台節目「アメージパング!」片尾曲
  - Beautiful World
  - by your side
  - 不惑（20th Century）
  - テレパシー（Coming Century）
47. Can't Get Enough / （2017年3月15日），Can't Get Enough.為7net春季活動主題歌、ハナヒラケ 為井之原快彥演出好侍食品「金牛角玉米餅」廣告主題曲、足跡 為王子大飯店「冬PURI 2016-2017」廣告主題曲
  - Can't Get Enough
  - ハナヒラケ
  - 足跡
  - MANIAC
48. COLORS / （2017年5月3日），COLORS 為井之原快彥演出電視劇「警視廳搜查一課9係 第十二季」主題曲、太陽と月のこどもたち 為NHK的老牌音樂節目《大家的歌》（みんなのうた）在2017年4-5月所起用的年度樂曲
  - COLORS
  - 太陽と月のこどもたち
  - GOLD
  - SPARK
49. Crazy Rays / KEEP GOING（2018年5月30日），Crazy Rays 為井之原快彥主演朝日電視台連續劇「特搜9」主題曲、KEEP GOING 為WOWOW西班牙足球賽17-18季 形象歌曲
  - Crazy Rays
  - KEEP GOING
  - 意味のないドライブ
  - TL (Time Line)
50. Super Powers /Right Now（2019年1月16日），Super Powers 為富士電視台動畫「航海王」的主題曲、Right Now 為網路購物網站「711net」廣告主題曲
  - Super Powers
  - Right Now
  - LADY, LADY, LADY（20th Century）
  - そんな顔しなくたっていい（Coming Century）
51. （願望實現在某一天） / All For You（2019年6月5日），願望實現在某一天 為井之原快彥主演連續劇「特搜9 第二季」主題曲、All For You 為坂本昌行演出網路購物網站「711net」廣告主題曲
  - ある日願いが叶ったんだ
  - All For You
  - Sweet Bitter Rain
  - NOIZ
52. It's my life/PINEAPPLE （2020年9月23日），It's my life 為井之原快彥主演連續劇「特搜9 第三季」主題曲
  - It's my life
  - PINEAPPLE
  - ただこのまま
  - 夢のつづき
53. （我們 仍舊）/MAGIC CARPET RIDE （2021年6月2日），僕らは まだ 為井之原快彥主演連續劇「特搜9 第四季」主題曲
  - 僕らは まだ
  - MAGIC CARPET RIDE
  - 95 groove
  - Heart Beat Groovin'

#### 20th Century
1. Wishes ~I'll be there~ / You'll Be In My Heart（1999年11月25日）
2. Precious Love（2000年9月20日）
3. （非我不可，非你莫屬）（2008年3月26日）
4. （夢之島小夜曲）（2022年5月23日，數位單曲）
5. （寄託在風中）（2022年8月1日，數位單曲）
6. （星期三）（2022年10月17日，數位單曲）
7. / （低潮篇章 / 楓糖和你）（2022年12月19日，數位單曲）
8. / （戀愛從現在開始 / 被你的笑容感染）（2023年2月3日，數位單曲）
9. （與你一起）（2023年4月19日，數位單曲）
10. （旋轉吧地球）（2023年11月1日，數位單曲）
11. （啟程的鐘）（2024年4月4日，數位單曲）
12. （Hurry up 〜現在立刻牽起你的手〜）（2024年5月29日，數位單曲）
13. （永不放棄 ~Never Give Up!~）（2025年4月9日，數位單曲 / 2025年6月25日，CD單曲）

#### Coming Century
1. （夏天的碎片）（1998年5月27日）
2. GET SET... GO!/MiMyCen（2001年9月19日）

### DVD單曲
1. VIBES（2008年7月30日）
  - 此碟附送一張BONUS CD。此CD除了收錄了CD化的常夏VIBRATION之外，也加錄了7首新歌(初回更附多一首新歌)，其容量與一張Mini Album沒有分別。

### 其他特別單曲

#### 森田剛
1. （戀愛咖哩400米）/（2001年12月5日）
2. （愛的番茄義大利麵）（2007年5月30日）

#### 岡田准一
1. （2006年10月25日）

### 專輯

#### V6原創專輯
1. SINCE 1995 〜 FOREVER（1996年8月5日）
2. NATURE RHYTHM（1997年8月13日）
3. A JACK IN THE BOX（1998年8月5日）
4. "LUCKY" 20th Century, Coming Century to be continued...（1999年8月18日）
5. "HAPPY" Coming Century, 20th Century Forever（2000年8月9日）
6. Volume 6（2001年8月1日）
7. seVen（2002年7月31日）
8. ∞ INFINITY 〜LOVE & LIFE〜（2003年8月6日）
9. musicmind（2005年11月1日）
10. Voyager（2007年9月12日）
  - 值得一提是，Voyager推出首週不但稱霸公信榜，更成為日本ORICON公信榜史上第一千張冠軍專輯。
11. READY?（2010年3月31日）
12. Oh! My! Goodness!（2013年2月20日）
  - 發行日期為成員森田剛的生日
13. The ONES（2017年8月9日）
  - V6首張原創專輯收錄所有歌曲MV，初回限定除製作DVD版本外，更推出藍光版本。
14. STEP（2021年9月4日）
  - 發行日期為V6成立紀念日，以及巡迴演唱會首日。並且此專輯收錄歌曲全部為新歌。

#### V6迷你專輯
1. GREETING（1996年12月2日）
2. SUPER HEROES（1998年2月11日）

#### V6精選專輯
1. Very best（2001年1月1日）
2. Very best II（2006年8月2日）
3. SUPER Very best（2015年7月29日）
4. Very6 BEST（2021年10月26日）

#### 其他專輯
1. 「COSMIC RESCUE Original Soundtrack」（2003年7月9日）

#### 20th Century專輯
1. ROAD（1997年9月10日）
2. ! -attention-（1998年9月30日）
3. Replay〜Best of 20th Century〜（2004年2月4日）*精選大碟
  - 收錄新曲「折翼（ちぎれた翼）」。
4. 二十世紀 FOR THE PEOPLE（2023年6月14日）
5. トニ選曲集（2024年12月27日，數位專輯）

#### Coming Century專輯
1. Best of Coming Century 〜Together〜（2002年12月11日）*精選大碟
  - 收錄新曲「戀愛的信號（恋のシグナル）」及「Be with you」。而其他8首歌是在官方網站由歌迷投票選出。
2. Hello-Goodbye （2009年7月29日）
  - Coming Century 繼Best of Coming Century 〜Together〜後睽違7年的首張全新迷你專輯。

### CD未收錄歌曲
- ニコ(^^)ニコ - 於巡迴演唱會中『V6 Summer Tour 2001 Volume6』披露。但並未收錄於任何CD・DVD。由三宅健作詞、井之原快彥作曲。JASRAC作品編號：092-7632-7。

- For you - 收錄於DVD『LIV6』。CD未收錄。由井之原快彥作詞・作曲。JASRAC作品編號：105-3633-7。

- LOVE&LIFE - 收錄於DVD『LOVE&LIFE 〜V6 SUMMER SPECIAL DREAM LIVE 2003〜』。CD未收錄。由三宅健作詞、井之原快彥作曲。JASRAC作品編號：116-6151-8。

- 目を閉じれば - 於2021年巡迴演唱會中『LIVE TOUR V6 groove』披露。但並未收錄於任何CD・DVD。JASRAC作品編號：266-3948-3。

- 愛を燃やせ - 收錄於DVD『20th Century LIVE TOUR 2009 HONEY HONEY HONEY/We are Coming Century Boys LIVE Tour 2009』。JASRAC作品編號：161-6296-0。

- Give me a smile - 收錄於DVD『PLAYZONE 2000“THEME PARK”』。JASRAC作品編號：084-1316-9。

- 真夏の夜の永遠 - 收錄於DVD『PLAYZONE 2000“THEME PARK”』。JASRAC作品編號：084-1322-3。

- 20th Revolution - 收錄於DVD『VERY HAPPY!!!』。由井之原快彥作詞・作曲。JASRAC作品編號：086-9244-1。

- わがままDEソーリー - 收錄於DVD『20th Century LIVE TOUR 2008 オレじゃなきゃ、キミじゃなきゃ』。由井之原快彥作詞・作曲。JASRAC作品編號：500-3910-5。

- よかった。。。 - 於巡迴演唱會中『20th Century LIVE TOUR 2009 HONEY HONEY HONEY』披露。但並未收錄於任何CD・DVD未收錄。由井之原快彥作詞・作曲。JASRAC作品編號：158-2313-0。

## 影像作品

### V6
1. LIVE FOR THE PEOPLE
2. Film V6 -CLIPS and more-
3. SPACE -from V6 Live Tour '98-
4. Film V6 act II -CLIPS and more-
5. VERY HAPPY!!
6. Film V6 act III -CLIPS and more-
7. LIV6
8. Hard Luck Hero：電影
9. LOVE & LIFE ~V6 SUMMER SPECIAL DREAM LIVE 2003~
10. Film V6 act IV -DANCE CLIPS and more-
11. Film V6 act IV -BALLAD CLIPS and more-
12. V6 Very best LIVE -1995~2004-（精選映像碟）
13. V6 10th Anniversary CONCERT TOUR 2005 "musicmind"
14. V6 LIVE TOUR 2007 Voyager －－
15. V6 それぞれの空-DRAMA STORY CLIP-V6 スペシャルDVD
16. V6 LIVE TOUR 2008 VIBES
17. V6 ASIA TOUR 2010 in JAPAN READY？
18. V6 LIVE TOUR 2011 SEXY.HONEY.BUNNY!
19. V6 LIVE TOUR 2013 Oh! My! Goodness!
20. V6 LIVE TOUR 2015 -SINCE1995〜FOREVER-
21. LIVE TOUR 2017 The ONES
22. For the 25th anniversary
23. LIVE TOUR V6 groove

### 20th Century
1. 20th Century LIVE TOUR 2008
2. 20th Century LIVE TOUR 2009 HONEY HONEY HONEY /We are Coming Century Boys LIVE Tour 2009（聯合發行）
3. 20th Century Live Tour 2024

### Coming Century
1. SKY
2. ? -question-
3. 20th Century LIVE TOUR 2009 HONEY HONEY HONEY /We are Coming Century Boys LIVE Tour 2009（聯合發行）

## 電視節目

### V6
- アイドルオンステージ（日语：アイドルオンステージ（Idol on Stage））（1995年11月 - 1997年3月30日、NHK BS2）
- M-Navi（1996年4月 - 9月、TBS）
- マジカル頭脳パワー!!（日语：マジカル頭脳パワー!!）（1996年4月25日 - 1999年9月16日、日本電視台）
- Music Jump（日语：ミュージック・ジャンプ）（1995年11月 - 1997年3月30日、NHK BS2）
- 校園瘋神榜（TBS）
  - 校園瘋神榜（日语：学校へ行こう!）（1997年10月16日 - 2005年3月15日）
  - 校園瘋神榜MAX（日语：学校へ行こう!MAX）（2005年4月19日 - 2008年9月2日）
  - 校園瘋神榜2015（日语：学校へ行こう!_(バラエティー番組)#学校へ行こう!2015）（2015年11月3日）[18]
  - V6這就是愛/校園瘋神榜2017（日语：学校へ行こう!_(バラエティー番組)#V6の愛なんだ2017_史上最高の夏まつり!）（2017年8月30日）
  - V6這就是愛/校園瘋神榜2018（日语：学校へ行こう!_(バラエティー番組)#V6の愛なんだ2018）（2018年9月24日）
  - V6這就是愛/校園瘋神榜2019（日语：学校へ行こう!_(バラエティー番組)#V6の愛なんだ2019）（2019年9月23日）
  - V6這就是愛/校園瘋神榜2020（日语：学校へ行こう!_(バラエティー番組)#V6の愛なんだ2020）（2020年11月3日）
  - 校園瘋神榜2021（日语：学校へ行こう!_(バラエティー番組)#学校へ行こう!2021）（2021年10月26日）[19][20]
- 24小時電視 愛心救地球（1998年、2000年、2015年、2020年、日本電視台）
- V6之素（日语：V6の素）（1999年10月14日 - 2000年3月23日、富士電視台）
- Mach V6（日语：マッハブイロク）（2000年4月6日 - 9月14日、富士電視台）
- 爆笑V6病院!（日语：お笑いV6病棟!）（2000年10月12日 - 2001年3月29日、富士電視台）
- VivaVivaV6（日语：VivaVivaV6）/VVV6東京V餐廳2（2001年4月12日 - 2010年3月19日、富士電視台）
- LoveCen!（日语：ラブセン!）（2002年10月7日 - 2004年9月27日、TBS）
- 新知識階級クマグス（日语：新知識階級クマグス）（2008年10月18日 - 2010年9月23日、TBS）
- Mission V6（日语：ミッションV6）（2010年10月13日 - 2011年9月21日、TBS）
- 男性偏差值（日语：男のヘンサーチ!!）（2011年10月12日 - 2012年9月19日、TBS）
- ガチャガチャV6（日语：ガチャガチャV6）（2012年10月17日 - 2014年3月19日、TBS）
- V6 LOVE VICTORY（日语：V6 LOVE VICTORY）（2012年12月27日・2013年4月9日、TBS）
- アメージパング!／AMAZIPANG!（日语：アメージパング!）（2014年4月23日 - 2021年10月20日、TBS）

### 20th Century
- （2006年4月29日 - 2007年2月24日、TBS）
- （2022年4月15日 - 9月23日、富士電視TWO / SPOOX）
- （2022年11月10日 - 2023年3月30日、TBS）- MC

### Coming Century
- （MiMyCen! ）（2001年4月6日 - 9月28日、TBS）
- （Otosen）（2001年10月5日 - 2002年3月29日、TBS）
- （OtosenII） （2002年4月5日 - 9月27日、TBS）

## 戲劇作品

### 電視劇

#### V6
- V之炎（日语：Vの炎）（1995年10月9日 - 11月2日、富士電視台）

#### 20th Century
- 少年タイヤ（2002年2月5日 - 3月19日、富士電視台）

#### Coming Century
- PU-PU-PU-（日语：PU-PU-PU-）（1998年10月9日 - 12月18日、TBS）
- 新．我們的旅程（1999年7月3日 - 9月11日、日本電視台）

### 電影
以下只記錄V6全員，Coming Century全員及20th Century全員出演之電影。若個別成員拍攝的電影，請參考各成員條目。

#### V6
- Hard Luck Hero : 2003年10月秋公開
- THUNDERBIRDS : 2004年8月公開（配音）
- Hold Up Down : 2005年秋公開

#### 20th Century
- 足球風雲（シュート!）: 1994年3月公開（SMAP六人首套公開電影，KinKi Kids亦參與在內）

#### Coming Century
- COSMIC RESCUE -The moonlight generations- : 2003年7月公開

### 舞台劇

#### V6
- SHOW劇'97 MASK（1997年12月、大阪松竹座） - 坂本・井之原・岡田

#### 20th Century
- SHOW劇'92 MASK（1992年5月、日生劇場）
- PLAYZONE（日语：PLAYZONE）（青山劇場、大阪Festival Hall）
  - PLAYZONE'92 さらばDiary（1992年7月 - 8月）
  - PLAYZONE'94 MOON（1994年7月 - 8月） - 坂本・長野
  - PLAYZONE'95 KING&JOKER（1995年7月 - 8月）
  - PLAYZONE'96 RHYTHM（1996年7月 - 8月）
  - PLAYZONE'97 RHYTHM II（1997年7月 - 8月）
  - PLAYZONE'98 5nights（1998年7月 - 8月）
  - PLAYZONE'99 Goodbye&Hello（1999年7月 - 8月）
  - PLAYZONE'00 THEME PARK（2000年7月 - 8月）
- JOHNNY'S FANTASY（ジャニーズファンタジー） 「KYO TO KYO」（1997年8月19・20日、京都Theatre1200（日语：京都劇場）/現・京都劇場、落成特別公演）
- 東京Sundance （東京サンダンス）
  - 我們的20世紀（〜俺たちの20世紀〜）（2000年3月 - 4月、近鐵劇場・PARCO劇場・Mielparque Hall福岡）
  - 21世紀的訊息（〜21世紀への伝言〜）（2001年2月23日 - 3月12日︰BunkamuraTheatre Cocoon、3月16日 - 19日︰Mielparque Hall福岡、3月23日 - 4月2日︰近鐵劇場）
- 豬排搖滾〜花川助六物語（とんかつロック－花川助六物語）（2002年4月 - 5月、Bunkamura Theatre Cocoon・近鐵劇場・Mielparque Hall福岡）
- SAY YOU KIDS（2004年4月 - 5月、Theatre Cocoon・梅田藝術劇場 話劇城）
- 百老匯音樂劇 ｢ON THE TOWN｣（2014年9月28日 - 10月19日、青山劇場・ORIX 劇場）
- TWENTIETH TRIANGLE TOUR 戸惑いの惑星（2017年1月21日 - 2月26日、東京環球劇場・Canal City劇場・梅田藝術劇場 話劇城）
- TWENTIETH TRIANGLE TOUR Vol.2 カノトイハナサガモノラ（2019年7月27日 - 9月10日、東京環球劇場・北九州藝術劇場 大廳・梅田藝術劇場 話劇城）

#### Coming Century
- JOHNNY'S FANTASY（ジャニーズファンタジー） 「KYO TO KYO」（1997年8月27・28日、京都Theatre1200）

## NHK紅白歌合戰
在第46回（1995年）作為TOKIO的伴舞出場。第50回（1999年）作為特別嘉賓在特別企劃環節中演唱「Believe Your Smile」。
| 年份   | 回數   | 登場次數 | 曲目                                 | 備註                   |
| ------ | ------ | -------- | ------------------------------------ | ---------------------- |
| 2014年 | 第65回 | 初       | 圍成一圈來跳舞（WAになっておどろう） | 前半壓軸               |
| 2015年 | 第66回 | 2        | 這就是! V6組曲（ザッツ!V6メドレー）  | 井之原快彥擔任白組主持 |
| 2016年 | 第67回 | 3        | Smile! 組曲（Smile! メドレー）       |                        |

備註
1. ↑  先後演唱《MUSIC FOR THE PEOPLE（日语：MUSIC FOR THE PEOPLE）》及《就是愛（日语：愛なんだ）》共2首歌曲。
2. ↑  先後演唱《圍成一圈來跳舞》及《HONEY BEAT（日语：HONEY BEAT/僕と僕らのあした）》2首歌曲。

## 電台節目
| 電台     | 日期                                                       | 節目名稱                                                | 成員             |
| -------- | ---------------------------------------------------------- | ------------------------------------------------------- | ---------------- |
| 日本放送 | 1995年10月 - 1996年3月                                     | V6・ジャニーズJr.のカミセンニュースショー               | Coming Century   |
| 日本放送 | 1996年4月 - 2004年9月                                      | V6のカミセンミュージアム                                | Coming Century   |
| JFN      | 1996年4月 - 至今                                           | V6 Next Generation （解散後改為 S.I.N Next Generation） | 20th Century     |
| MBS電台  | 1999年10月 - 2003年3月                                     | オレたちやってま〜す                                    | V6               |
| 日本放送 | 2000年5月11日・2000年12月27日・2005年11月1日・2006年8月1日 | V6のオールナイトニッポン                                | V6               |
| 日本放送 | 2015年7月31日                                              | V6のオールナイトニッポンGOLD                            | 坂本・長野・三宅 |
| 日本放送 | 2015年12月24日・25日                                       | 第41回 ラジオ・チャリティ・ミュージックソン             | V6               |

## 其他

### 遊戲
- PlayStation 育成模擬遊戲：Project V6（1998年2月28日）
- GREE / サイバード：ラブセン〜V6とヒミツの恋〜（2013年10月23日 - 2016年10月21日）

## 相關網站
- 傑尼斯事務所官網>V6 傑尼斯事務所 V6 官方網頁（页面存档备份，存于）
- avex trax官方網站（页面存档备份，存于）（日語）
- avex trax - V6官方網站 （页面存档备份，存于）（日語）
- avex trax - V626週年限定特別網站 （页面存档备份，存于）（日語）
- V626的X（前Twitter）
- V626的Instagram帳戶
- YouTube上的V6 - since1995播放列表
- 校園瘋神榜（页面存档备份，存于）
- ミッションV6 （页面存档备份，存于）（日語）
- Viva Viva V6 （页面存档备份，存于）（日語）
- http://www.tbs.co.jp/kumagus/ （页面存档备份，存于）（日語）
- https://www.tbs.co.jp/amazipang/ （页面存档备份，存于）（日語）
- musicJAPANplus艺人资料库 - V6 （页面存档备份，存于） （英文）
- V6が4作連続シングル首位　歴代3位の16年連続TOP10入り[永久]（日語）
- S.I.N NEXT GENERATION（V6 NEXT GENERATION） （页面存档备份，存于）（日語）
- 森永乳業CM Pino×V6 官方網站（页面存档备份，存于）（日語）
- 軟銀CM V6 5G LOVE! 官方網站（页面存档备份，存于）（日語）
- V-Land（页面存档备份，存于）（日語）
- V6 台灣愛貝克思官方網站 （页面存档备份，存于）（繁體中文）
- 20th Century 台灣愛貝克思官方網站 （页面存档备份，存于）（繁體中文）
- 傑尼斯事務所官網>20th Century （页面存档备份，存于） 傑尼斯事務所 20th Century 官方網頁（日語）
- MENT RECORDING - 20th Century官方網站 （页面存档备份，存于）（日語）
- 20th Century的X（前Twitter）（日語）
- YouTube上的20th Century頻道（日語）